# Rancho Cucamonga, Kalifornija
Rancho Cucamonga je grad u američkoj saveznoj državi Kaliforniji, u okrugu San Bernardino. Godine 2010. je imao 165.269 stanovnika. Nalazi se u urbanom području poznatom kao Inland Empire, oko 28 km zapadno od sjedišta okruga, San Bernardina te 60 km istočno od Los Angelesa.
Jedan je od gradova iz ovog područja koji gravitiraju Los Angelesu. Nastao je 1977. godine, spajanjem naselja Alta Loma, Cucamonga i Etiwanda. Kao i susjedni gradovi Fontana i Ontario, Rancho Cucamonga je važan centar transportne industrije južne Kalifornije.

## Vanjske poveznice
- Službena stranica  Arhivirana inačica izvorne stranice od 16. listopada 2009. (Wayback Machine) (engl.)

### Ostali projekti
|  | Zajednički poslužitelj ima još gradiva o temi Rancho Cucamonga, Kalifornija |